# Жига Димец
Жига Димец (Цеље, 20. фебруар 1993) словеначки је кошаркаш. Игра на позицији центра.

## Каријера
Каријеру је почео у екипи Златорога за чији први тим је наступао до 2014. године. У сезони 2014/15. је наступао за Рогашку. У јулу 2015. је потписао уговор са Крком. Играч Крке је био наредне три сезоне и у том периоду је освојио Куп и Суперкуп Словеније 2016. године а такође је био шампион Друге Јадранске лиге у сезони 2017/18. У септембру 2018. је потписао тромесечни уговор са екипом Бајројта да би након истека уговора прешао у литвански Лијеткабелис до краја сезоне. У јуну 2019. године је потписао уговор са екипом Приморске. У екипи Приморске је провео сезону 2019/20, која је прекинута због пандемије ковида 19. У јуну 2020. је потписао уговор са Цедевита Олимпијом. У овој екипи је провео сезону 2020/21, почео је и наредну 2021/22, али је 30. новембра 2021. споразумно раскинуо уговор са клубом. Са Цедевита Олимпијом је био првак Словеније у сезони 2020/21. као и два пута освајач националног суперкупа (2020, 2021).
За сениорску репрезентацију Словеније освојио је златну медаљу на Европском првенству 2017. године.

## Успеси

### Клупски
- Крка:
  - Куп Словеније (1): 2016.
  - Суперкуп Словеније (1): 2016.
  - Друга Јадранска лига (1): 2017/18.

- Приморска:
  - Куп Словеније (1): 2020.

- Цедевита Олимпија:
  - Првенство Словеније (1): 2020/21.
  - Суперкуп Словеније (2): 2020, 2021.

### Репрезентативни
- Европско првенство:  2017.